# 瓜薩帕火山

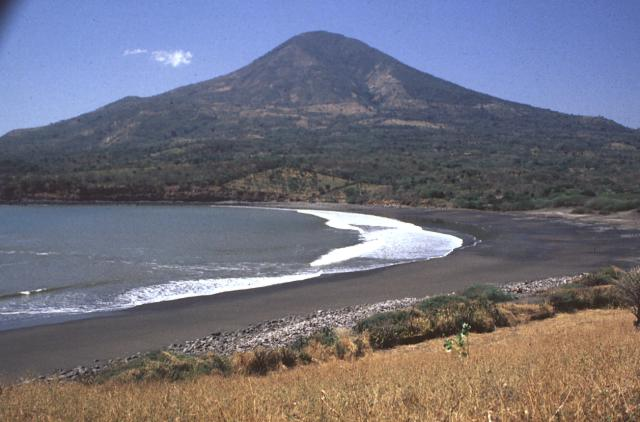

13°16′30″N 87°50′42″W / 13.275°N 87.845°W
瓜薩帕火山（西班牙語：Cerro Guazapa），是薩爾瓦多的火山，位於該國中部，由聖薩爾瓦多省負責管轄，處於首都聖薩爾瓦多東北面23公里，海拔高度1,438米，山體在更新世時期形成。